# 八雲分屯基地
八雲分屯基地（やくもぶんとんきち、JASDF Yakumo Sub Base）は、北海道二海郡八雲町緑町34に所在し、第20・23高射隊が配置されている航空自衛隊三沢基地の分屯基地である。基地内に八雲飛行場を有する。
分屯基地司令は、第20高射隊長が兼務。

## 配置部隊
北部航空方面隊隷下
- （北部高射群） - 地対空誘導弾パトリオットを運用。
  - 第20高射隊 - PAC-2を配備。
  - 第23高射隊 - PAC-2を配備。

## 沿革
- 1943（昭和18）年 - 旧陸軍航空隊飛行場として、5か月の突貫工事で開港。
- 1945（昭和20）年 - 米軍の空襲を受け、飛行場が使用不能になる。
- 1948（昭和23）年  - 進駐軍の指示により、飛行場を爆破。農地として払い下げられ、放置される。
- 1951（昭和26）年 - 朝鮮戦争の激化のため、米空軍に接収され、新しく1,800mの滑走路と給油施設を備えた八雲飛行場が開設される。
- 1958（昭和33）年 - 米軍から航空自衛隊へ移管（第2航空団へ）その際、給油施設は撤去される。
- 1977（昭和52）年 - 第3高射群臨時第20高射隊新設（ナイキ）
- 1979（昭和54）年 - 第6高射群新編
- 1984（昭和59）年 - 第5移動警戒隊新設
- 1991（平成3）年 - 第20高射隊器材換装（ペトリオットへ）、第23高射隊新設（ペトリオット）
- 2002（平成14）年 - 第5移動警戒隊整理

## 八雲飛行場
（やくもひこうじょう、Yakumo Air Base）は、航空自衛隊八雲分屯基地内にある飛行場である。有事の際は、代替滑走路として使用される。「室蘭八雲飛行場」と称されることもある。

### 飛行場データ
- 位置：北海道二海郡八雲町緑町34（北緯42度14分44秒、東経140度16分01秒）
- 航空管制：八雲TWR 123.1MHz

- 八雲陸軍飛行場跡地（1947年）
新たに作り直された現在の滑走路と異なり、方位が若干異なる。
国土交通省 国土地理院 地図・空中写真閲覧サービスの空中写真を基に作成
- 八雲駐分屯基地の空中写真。滑走路右上に見える線路と駅は函館本線八雲駅。1976年撮影の2枚を合成作成。
国土交通省 国土地理院 地図・空中写真閲覧サービスの空中写真を基に作成

### 補足
- 陸軍八雲飛行場の開港と同時に設置された陸軍病院は、戦後、規模を拡げて国立札幌病院八雲分院となり、その後国立療養所八雲病院になった。現在は国立病院機構八雲病院として存続している。とりわけ神経・筋疾患については道内随一の医療拠点である。2020年8月末をもって廃止となり、病院機能は国立病院機構北海道医療センターと国立病院機構函館病院に移転した。
- 1995年に函館空港で全日空機ハイジャック事件が発生した際、入間基地・第402飛行隊に所属するC-1輸送機が、極秘裏に警視庁の特殊部隊（当時の部隊名称はSAP、現在のSAT）を、羽田空港から八雲飛行場へ輸送した。